# Maximilian Brandeisz
Maximilian Brandeisz (* 3. Juli 1894 in Wien, Österreich-Ungarn; † 19. November 1996 in Fairfield (Connecticut)) war ein österreichischer Politiker der Sozialdemokratischen Arbeiterpartei Österreichs (SDAP). 
Nach dem Besuch der Volksschule und der Mittelschule arbeitete  
Maximilian Brandeisz als Versicherungsagent und Handelsvertreter. Bis 1938 war er Gruppenleiter bei den Assicurazioni Generali. Als Mitglied der österreichischen Sozialdemokratie war er Präsident des Landesverbandes Wien der Kriegsinvaliden und Kriegshinterbliebenen Österreichs und zwischen dem 5. Dezember 1930 und dem 17. Februar 1934 Mitglied des Bundesrates. Nach den Februarkämpfen von 1934 war er von Februar bis September 1934 aus politischen Gründen inhaftiert. 
Als Reaktion auf den Anschluss Österreichs an das nationalsozialistische Deutschland emigrierte er 1938 nach Frankreich, 1940 in die Vereinigten Staaten von Amerika. Dort blieb er auch nach dem Ende des Zweiten Weltkriegs. 1949 erhielt er die US-Staatsbürgerschaft.

## Schriften
- Maximilian Brandeisz: Sozialpolitisches im Friedensvertrag, Wiener Volksbuchhandlung, 1923.
- Maximilian Brandeisz, Franz Zemann: Ergänzungsband der Gesetzgebung für Kriegsgeschädigte, Wiener Volksbuchhandlung, 1928.